# William Inglis
Pour les articles homonymes, voir Inglis.
Pas d'image ? Cliquez ici

a Compétitions nationales et continentales officielles uniquement.

b Matchs officiels uniquement.
William Murray Inglis, né le 20 janvier 1915 à Berwick-upon-Tweed et mort le 22 avril 1988 à Wimbledon, Londres, est un joueur de rugby à XV écossais qui a évolué au poste de pilier pour l'équipe d'Écosse de 1937 à 1938.

## Biographie
William Inglis obtient sa première cape internationale à l'âge de 22 ans le 6 février 1937, à l'occasion d’un match contre l'équipe du pays de Galles. Il évolue pour l'équipe d'Écosse qui remporte la triple couronne en 1938. William Inglis connaît sa dernière cape internationale à l'âge de 23 ans le 19 mars 1938 à l'occasion d'un match contre l'équipe d'Angleterre.

## Statistiques en équipe nationale
- 6 sélections avec l'équipe d'Écosse
- Sélections par année : 3 en 1937, 3 en 1938.
- Tournois britanniques de rugby à XV disputés : 1937, 1938.